# Cognomen
Cognomen (latinski "epitet",pl. Cognomina) je bio trećim dijelom imena redovnog starorimskog imenovanja.
Cognomen se najčešće birao na osnovu neke karakterne crte ili fizičke vrline/mane. Kasnije su cognomeni bili djelomično nasljedni, pri čemu je najstariji sin preuzimao očev cognomen.